# Crédit Agricole (wielerploeg)/2001
Deze pagina geeft een overzicht van de wielerploeg Crédit Agricole in 2001.
| Naam                                  | Geboortedatum | Nationaliteit    | Ploeg 2000    |
| ------------------------------------- | ------------- | ---------------- | ------------- |
| Magnus Bäckstedt                      | 30-01-1975    | Zweden           |               |
| Frédéric Bessy                        | 09-01-1972    | Frankrijk        | Jean Delatour |
| Pierrick Fédrigo                      | 30-11-1978    | Frankrijk        |               |
| Frédéric Finot                        | 20-03-1977    | Frankrijk        |               |
| Fabrice Gougot                        | 31-08-1971    | Frankrijk        |               |
| Cédric Hervé (Stagiair vanaf 01-09)   | 14-11-1979    | Frankrijk        | -             |
| Sébastien Hinault                     | 11-02-1974    | Frankrijk        |               |
| Thor Hushovd                          | 18-01-1978    | Noorwegen        |               |
| Christopher Jenner                    | 03-11-1974    | Nieuw-Zeeland    |               |
| Bobby Julich                          | 18-11-1971    | Verenigde Staten |               |
| Anthony Langella                      | 24-04-1974    | Frankrijk        |               |
| Eric Leblacher (Stagiair vanaf 01-09) | 21-03-1978    | Frankrijk        | -             |
| Ludovic Martin                        | 17-03-1976    | Frankrijk        |               |
| Anthony Morin                         | 27-06-1974    | Frankrijk        |               |
| Jérôme Neuville                       | 15-08-1975    | Frankrijk        |               |
| Stuart O'Grady                        | 06-08-1973    | Australië        |               |
| Benoît Poilvet                        | 27-08-1976    | Frankrijk        |               |
| Jonathan Vaughters                    | 10-06-1973    | Verenigde Staten |               |
| Jens Voigt                            | 17-09-1971    | Duitsland        |               |

1999 · 2000 · 2001 · 2002 · 2003 · 2004 · 2005 · 2006 · 2007 · 2008